# Dufaux 4
Il Dufaux 4 è stato un biplano sperimentale costruito in Svizzera nel 1909, terzo aereo senza nome costruito dai fratelli Armand e Henri Dufaux.